# Onthobium montrouzieri
Onthobium montrouzieri là một loài bọ cánh cứng trong họ Bọ hung (Scarabaeidae).